# Замша (фільм)
«Замша»(фр. Le daim) — французький фільм режисера Квентіна Дюп'є, що вийшов у 2019 році. Стрічка стала відкриттям Двотижневика режисерів Каннського кінофестивалю 2019.

## Сюжет
Жорж вирішує усамітнитися у гірському селі. До приїзду він купує за більш ніж 7500 € готівкою 100 % замшеву куртку з бахромою, про яку він мріяв. І як бонус продавець також дарує йому нову цифрову відеокамеру.
Жорж поселяється в готелі, але у нього не було грошей, тому він залишає свою обручку під заставу портьє. Чоловік приходить до бару і знайомиться з офіціанткою Деніз, якій вихваляється своєю курткою, а потім представляється режисером фільму. Деніз цікавиться цим, бо займається аматорським кіномонтажем. Наступного дня Жорж виявляє, що більше не може знімати гроші, його рахунок був заблокований дружиною. У його куртки з'являється голос і під час своїх розмов Жорж фантазує, що він єдина людина, яка володіє курткою. Тоді чоловік починає переконувати незнайомих людей, щоб вони віддавали свої куртки.
Фантазія Жоржа посилюється: він доповнює своє вбрання замшевою шапкою, яку він знайшов на трупі адміністратора готелю після самогубства, потім взуттям. Коли однієї ночі перехожий відмовляється дати йому свою куртку через холод, Жорж вбиває його, щоб забрати її. Він усвідомлює, що на куртці є плями крові і що Деніз побачить їх, але він вірить у кінцевий результат. Тоді Жорж знайде всіх тих, хто подарував йому куртку і вб'є.
Деніз просить Жоржа більше знімати, навіть дає йому всі гроші від продажу бару, хоча й здогадувалась про брехню щодо стрічки. Чоловік із задоволенням хоче відзначити подію, доповнивши своє вбрання парою замшевих рукавичок. Деніз знімає Жоржа та себе на краю гірської дороги, поки батько хлопця, який шпигував за ним, не застрелив його в голову. Деніз одягає куртку Жоржа на своє тіло і продовжує знімати.
У наступній сцені показано, що Жорж знімається в куртці, коли наближається до стада оленів.

## У ролях
| Актор           | Роль    |
| --------------- | ------- |
| Жан Дюжарден    | Жорж    |
| Адель Енель     | Деніз   |
| Юсеф Хаджди     | Олаф    |
| Альберт Делпі   | Мосьє Б |
| Жюлія Фор       | Жанна   |
| Марі Бюнель     | Кайлі   |
| Тома Бланшар    | Мішель  |
| Том Гадсон      | Ян      |
| П’єр Гомме      | Ніколя  |
| Лорен Ніколас   | Норберт |
| Коралі Руссьє   | Вік     |
| Стефан Жобер    | Адрієн  |
| Франк Лебретон  | Девід   |
| Панайотіс Паско | Джонні  |
| Марін Кайон     | Зіта    |

## Виробництво

### Зйомки
Зйомки фільму почалися в березні 2018 року в Саррансі в Атлантичних Піренеях. Вони також проходили в інших місцях долини Аспи.

### Оригінальний саундтрек
- «Et si tu n'existais pas» — Джо Дассен
- «The Long Wait» — Морт Стівенс (із серіалу «Гаваї 5.0»)
- « Симфонія № 2 у мажорній формі Opus 73 — Allegro Non Troppo» — Брамс
- «Love Chant» — Герберт Манн / Мачіло
- «Love for the sake of love» — Клаудія Беррі
- «Sophisticated Lady» — Дюк Еллінгтон / Боббі Гатчерсон
- «Get Jumpin» — Джордж Стівенсон
- «Cause I Need It» — Дороті Ешбі
- «Light 6» — Баррі Морган
- «Tribes of Vibes» — Ларс-Луїс Лінек
- «Match Ball» — Збігнев Стефан Горні
- «The Sick Rose» — Девід Аксельрод
- «Don't make the good girls go bad» — Делла Гамфрі
- «La longue marche» — Янко Нілович

## Сприйняття
У Франції на сайті Allociné стрічка має середню оцінку преси 3,8/5 .
Максим Бедіні з CineSeries зазначив, що «Замша» «сприймається як дорогий режисеру абсурд, який занурює нас у приємну жахливу поїздку» .
Жеремі Кустон з журналу «Télérama» сказав: «Висококонцептуальний фільм Квентіна Дюп'є пропонує кілька рівнів читання».
Для Крістофа Нарбона з «Première» висловився: «Екзистенційна комедія з акцентами на біс відносно кумедна, „Замша“ не просуває і не повертає справу Дюп'є».